# Pfadfinderbewegung in Rumänien
Die ersten Pfadfindergruppen in Rumänien wurden bereits 1912 gegründet. Die Bewegung zählte zwischen den Weltkriegen 100.000 Mitglieder. Heute hat sie etwa 7000 Mitglieder in über 70 Ortsgruppen im gesamten Land. Es gibt mehrere Verbände mit unterschiedlichen Schwerpunkten. 

## Organisationen
Die Pfadfinderbewegung in Rumänien umfasst momentan die folgenden Organisationen:
- Organizația Națională Cercetașii României mit ca. 5000 Mitgliedern, Mitglied der World Organization of the Scout Movement (WOSM), angeschlossen ist die katholische Asociația Scout Catolică din România, die über enge Kontakte zur italienischen Associazione Guide e Scouts Cattolici Italiani verfügt.
- Asociația Ghidelor și Ghizilor din România mit ca. 1000 Mitgliedern, Mitglied der World Association of Girl Guides and Girl Scouts (WAGGGS).
- Cercetașii Creștini Români din Federația Scoutismu-lui European mit ca. 500 Mitgliedern, Mitglied der Union Internationale des Guides et Scouts d’Europe (UIGSE).
- Romániái Magyar Cserkészszövetség/Uniunea Cercetașilor Maghiari din România, Pfadfinderverband der ungarischen Minderheit, Mitglied des ungarischen Pfadfinderverbands Magyar Cserkészszövetség.
- Asociația Cercetașii Munților (Bergpfadfinder).
- Gruppen der Girl Scouts of the USA in Bukarest.

Die Altpfadfinder haben sich in der Asociația Traditională Cercetașii României zusammengeschlossen, die Mitglied der International Scout and Guide Fellowship ist.

## Geschichte der rumänischen Pfadfinderbewegung
1912 organisierte Ilie Gherghel, Lehrer am Gymnasium „Dimitrie Cantemir“ in der Hauptstadt Bukarest, die ersten Pfadfinderausflüge in die Umgebung von Bukarest. Im folgenden Jahr bildeten Schülergruppen des Gymnasiums „Gheorghe Lazar“ in Bukarest die ersten Pfadfindergruppen unter der Leitung der Brüder Dimãncescu. Ihre Aktivitäten sprachen sich auch in anderen Schulen herum. 
Die Pfadfinderaktivitäten wurden 1914/15 vom rumänischen Parlament bestätigt und per Gesetz wurde der rumänische Pfadfinderverband Asociația Cercetașii României gegründet. Die Pfadfinder unterstützten im Ersten Weltkrieg die rumänischen Einheiten logistisch (als Sanitäter, Melder, Funker usw.). Viele fielen im Einsatz, wie General Dragalina und Leutnant Ecaterina Teodoroiu, die in Rumänien bis heute sehr bekannt sind.
Der Banater Student Karl Becker gründete 1925 mit Schülern des Realgymnasiums in Timișoara die erste rumäniendeutsche Pfadfindergruppe nach dem Vorbild des Deutschen Pfadfinderbundes. Bald darauf entstanden an vielen deutschsprachigen Schulen im katholisch geprägten Banat und ab 1928 auch im protestantischen Siebenbürgen Pfadfindergruppen. Es gab zahlreiche Kontakte zu den ortsansässigen Gruppen des zahlenmäßig bedeutenderen Südostdeutschen Wandervogels und zu reichsdeutschen Pfadfinder- und Wandervogelgruppen. Sogar eine gemeinsame Fahrt mit Pfadfindern aus Südwestafrika durch das Banater Bergland ist belegt. Die rumäniendeutschen Pfadfinder beteiligten sich auch an den nationalen Pfadfindertreffen in Hermannstadt und Kronstadt.
Am 16. Juni 1925 wurde in Gegenwart Königs Carol II. in Tecuci ein Pfadfinderdenkmal enthüllt, das an die im Ersten Weltkrieg verstorbenen Pfadfinder erinnern sollte. Zwischen den Weltkriegen gab es etwa 100.000 Pfadfinder. Sie nahmen an den Weltpfadfindertreffen teil und organisierten große nationale Pfadfindertreffen:
- 1930 in Piatra Neamț
- 1932 in Sibiu (Hermannstadt)
- 1934 in Mamaia
- 1936 in Brașov (Kronstadt).

Auf politischem Druck hin wurden 1935 die rumäniendeutschen Pfadfindergruppen aufgelöst. Einige schlossen sich dem Südostdeutschen Wandervogel an, der bald darauf ebenfalls in der Deutschen Jugend in Rumänien gleichgeschaltet wird.
König Carol II. löste 1937 die rumänische Pfadfinderorganisation auf Druck rechtsgerichteter Gruppen auf und gründete stattdessen die Organisation Straja Țării („Wächter des Landes“). Einige Pfadfindergruppen blieben dennoch bestehen und arbeiteten bis zu Beginn des Zweiten Weltkriegs in der Illegalität weiter. 
Durch die Machtübernahme der Kommunisten im Jahr 1945 wurden alle Versuche, die Pfadfinderbewegung neu zu beleben, verhindert. Im Jahre 1950 wurde das Pfadfinderdenkmal in Tecuci eingeschmolzen. Die alten Pfadfinderinnen und Pfadfinder waren unter der Führung von Alexandru Daia und Eugen Dobrogeanu weiterhin aktiv. Es gab weiterhin mehrmals im Jahr Treffen, besonders am Tag des Pfadfinders in Tecuci. Nach vielen erfolglosen Eingaben durfte nach 20 Jahren 1986 am Sockel des zerstörten Pfadfinderdenkmals ein Relief angebracht werden, welches einen Pfadfinder darstellt. Die Pioniere (Pionierii) blieben bis zur rumänischen Revolution 1989 und dem Sturz der kommunistischen Diktatur die einzige erlaubte Kinderorganisation in Rumänien.
Ab 1990 entstanden wieder verschiedene Pfadfindergruppen und Organisationen mit unterschiedlichen Ausrichtungen und häufig mit Unterstützung ausländischer Pfadfinderorganisationen und der Weltpfadfinderorganisationen WOSM und WAGGGS. Die nationale Pfadfinderorganisation Organizația Națională Cercetașii României (ONCR) wurde im Februar 1990 gegründet und hat heute ca. 5.000 Mitglieder. Der Verband ist Mitglied der Weltpfadfinderorganisation WOSM. Die Asociația Scout Catolică din România ist ein katholischer Pfadfinderverband und dem ONCR angeschlossen. Sie ist auch Mitglied des italienischen Pfadfinderverbandes Associazione Guide e Scout Cattolici Italiani. Im selben Jahr entstand eine Altpfadfinderorganisation Asociația Traditională Cercetașii României, die von Pfadfindern aus dem früheren Verband Asociația Cercetașii României gegründet wurde. Der Pfadfinderinnenverband Asociația Ghidelor wurde WAGGGS-Mitglied. Er änderte später als koedukativer Pfadfinderverband seinen Namen in Asociația Ghidelor și Ghizilor din România (AGGR) und hat heute etwa 1.000 Mitglieder und ca. 30 % Jungenanteil. Der Cercetașii Creștini Români din Federația Scoutismu-lui European ist ein christlicher Pfadfinderverband, der Mitglied der Union Internationale des Guides et Scouts d'Europe ist. Er wurde 1991 gegründet und hat etwa 500 Mitglieder. Der Romániái Magyar Cserkészszövetség ist der Pfadfinderverband der ungarischen Minderheit. Er ist zugleich Mitglied des nationalen ungarischen Pfadfinderverbands Magyar Cserkészszövetség. Der Karpatenpfadfinderverband wurde im Mai 1994 gegründet und löste sich im Juni 1996 auf. 
Der Verband der Bergpfadfinder Asociația Cercetașii Muntilor wurde 1996 mit Sitz in Oradea gegründet. Des Weiteren existiert in der Hauptstadt Bukarest ein Überseeableger des US-amerikanischen Pfadfinderinnenverbandes Girl Scouts of the USA.
1996 wurde die Statue von Tecuci wieder errichtet. Am 29. Mai 1999 wurde in Anwesenheit einer großen Anzahl Pfadfinder aus ganz Rumänien in Tecuci die „Pfadfinderinsel“ (Insula Cercetașilor) als Pfadfinderzentrum eröffnet. 
2007 fand auf Initiative des Weltpfadfinderbüros in Genf zusammen mit rumänischen Pfadfindern ein internationales Pfadfindertreffen statt mit Pfadfindern aus den Ursprungsländern der Siebenbürger Sachsen (Frankreich, Belgien, Luxemburg und Deutschland).